# Petham

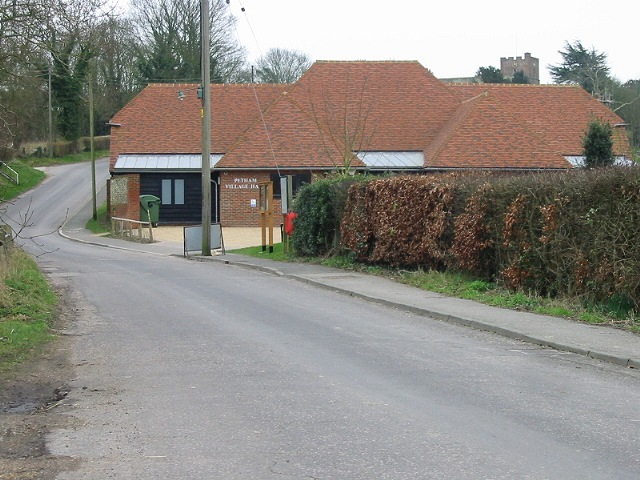
La salle communale de Pentham.

Petham est un village et un civil parish du Kent, en Angleterre. Il est situé dans les North Downs, à huit kilomètres au sud de Canterbury. Il comptait 673 habitants au moment du recensement de 2001.